# اعتراضات اقتصادی ۲۰۱۹ غزه
اعتراضات اقتصادی ۲۰۱۹ غزه، اعتراضات ما می‌خواهیم زندگی کنیم یا جنبش ۱۴ مارس، مجموعه‌ای از اعتراضات در نوار غزه بود که در پاسخ به هزینه‌های بالای زندگی و افزایش مالیات، برگزار شد.
این اعتراضات، با خشونت از سوی حکومت حماس مواجه شد که نیروهای امنیتی را برای پراکنده کردن معترضان، اعزام کرد. چندین سازمان حقوق بشری و جناح‌های سیاسی، حملات نیروهای امنیتی حماس به معترضان را محکوم کرده‌اند. این اعتراضات، به عنوان شدیدترین اعتراضات ضدرژیم در غزه، از زمان تسلط حماس در ۲۰۰۷، توصیف شد.